# ひとまねこざる

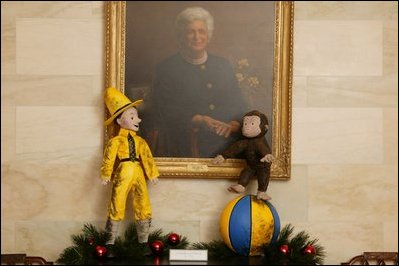
2003年のホワイトハウスのクリスマス装飾。バーバラ・ブッシュの肖像画の前に「黄色い帽子のおじさん」と「ジョージ」の人形が置かれている。

『ひとまねこざる』（英: Curious George）は、ハンス・アウグスト・レイとマーグレット・レイの夫妻による絵本のシリーズである。
当稿では、後に別スタッフにより制作され、日本でも別スタッフにより翻訳された『おさるのジョージ』についても解説する。

## 『ひとまねこざる』と『おさるのジョージ』
『ひとまねこざる』は、ハンス・アウグスト・レイとマーグレット・レイの夫妻による絵本のシリーズであるが、ハンス・レイの死後、この作品を原案にした『おさるのジョージ』シリーズがヴァイパー・インタラクティヴ（C. Becker、D. Fakkel、M. Jensen、S. SanGiacomo、C. Witte、C. Yu）によって1998年より制作され、挿絵はヴァイパーや、マーサ・ウェストン（Martha Weston）が担当した。レイ夫妻原作の作品も『おさるのジョージ』として紹介されることがある。
| 日本語版の題名   | 原題                                | 作者       | 絵                       | 日本初年 | 訳                       | 書式   | 主人公の表記 |
| ---------------- | ----------------------------------- | ---------- | ------------------------ | -------- | ------------------------ | ------ | ------------ |
| ひとまねこざる   | Curious George                      | レイ夫妻   | ハンス・アウグスト・レイ | 1954年   | 光吉夏弥                 | 縦書き | じょーじ     |
| おさるのジョージ | the Curious George "New Adventures" | ヴァイパー | ヴァイパー、ウェストン   | 1999年   | 福本友美子、渡辺茂男など | 横書き | ジョージ     |

## 出版物
岩波書店より発売

### 「ひとまねこざる」シリーズ

#### ひとまねこざるの絵本（子どもの本）
なお原著の発行年と日本語訳の発表年は順序が異なっているので、原著の発行年に従って読まないとストーリーがつながらないことに注意。
|                                 | 邦題                           | 原題                                | 日本での初版   | 原著の発行年 |
| ------------------------------- | ------------------------------ | ----------------------------------- | -------------- | ------------ |
| 新版 ひとまねこざる 全6冊セット | ひとまねこざる                 | Curious George Takes a Job          | 1954年12月10日 | 1947年       |
| 新版 ひとまねこざる 全6冊セット | ろけっとこざる                 | Curious George Gets A Medal         | 1959年12月10日 | 1957年       |
| 新版 ひとまねこざる 全6冊セット | じてんしゃにのるひとまねこざる | Curious George Rides A Bike         | 1963年12月1日  | 1952年       |
| 新版 ひとまねこざる 全6冊セット | たこをあげるひとまねこざる     | Curious George Flies A Kite         | 1966年11月16日 | 1958年       |
| 新版 ひとまねこざる 全6冊セット | ひとまねこざるときいろいぼうし | Curious George                      | 1966年11月16日 | 1941年       |
| 新版 ひとまねこざる 全6冊セット | ひとまねこざるびょういんへいく | Curious George Goes to the Hospital | 1968年12月5日  | 1966年       |

#### ひとまねこざるの絵本（大型絵本）
| ひとまねこざる 第1集 <3冊> | ひとまねこざるときいろいぼうし                  | 1983年9月26日  |
| ひとまねこざる 第1集 <3冊> | ひとまねこざる                                  | 1983年9月26日  |
| ひとまねこざる 第1集 <3冊> | じてんしゃにのるひとまねこざる                  | 1983年9月26日  |
| ひとまねこざる 第2集 <4冊> | ろけっとこざる                                  | 1984年3月12日  |
| ひとまねこざる 第2集 <4冊> | たこをあげるひとまねこざる                      | 1984年3月12日  |
| ひとまねこざる 第2集 <4冊> | ひとまねこざるびょういんへいく                  | 1984年3月12日  |
| ひとまねこざる 第2集 <4冊> | ひとまねこざるのABC                             | 1992年6月25日  |
|                            | オリジナル原画版 ひとまねこざるときいろいぼうし | 1999年11月15日 |

### 「おさるのジョージ」シリーズ

#### 〈ひとまねこざるの絵本〉ジョージとあそぼう
| ジョージとあそぼう 全4冊セット | のりものだいすき   | Curious George Rides                    | 2001年12月10日 |
| ジョージとあそぼう 全4冊セット | かずのほん         | Curious George's 1 to 10 and Back Again | 2001年12月10日 |
| ジョージとあそぼう 全4冊セット | はんたいことば     | Curious George's Opposites              | 2001年12月10日 |
| ジョージとあそぼう 全4冊セット | A．B．C            | Curious George's ABCs                   | 2001年12月10日 |
|                                | うさぎとかくれんぼ | Curious George and the Bunny            | 2002年12月12日 |
|                                | ゆかいなさかなつり | Curious George Goes Fishing             | 2002年12月12日 |
|                                | はじめてのロケット | Curious George and the Rocket           | 2002年12月12日 |
|                                | いたずらだいすき   | Curious George's Are You Curious?       | 2002年12月12日 |

#### 〈ひとまねこざるの絵本〉おさるのジョージ
| おさるのジョージ 第1集 <全4冊> | おさるのジョージ どうぶつえんへいく             | 1999年10月25日 |
| おさるのジョージ 第1集 <全4冊> | おさるのジョージ ききゅうにのる                 | 1999年10月25日 |
| おさるのジョージ 第1集 <全4冊> | おさるのジョージ チョコレートこうじょうへいく   | 1999年10月25日 |
| おさるのジョージ 第1集 <全4冊> | おさるのジョージ えいがをみる                   | 1999年10月25日 |
| おさるのジョージ 第2集 <全4冊> | おさるのジョージ こいぬをかう                   | 1999年10月25日 |
| おさるのジョージ 第2集 <全4冊> | おさるのジョージ スキーをする                   | 1999年10月25日 |
| おさるのジョージ 第2集 <全4冊> | おさるのジョージ パンケーキをつくる             | 1999年10月25日 |
| おさるのジョージ 第2集 <全4冊> | おさるのジョージ ゆめをみる                     | 1999年10月25日 |
| おさるのジョージ 第3集 <全4冊> | おさるのジョージ パレードにでる                 | 2000年10月20日 |
| おさるのジョージ 第3集 <全4冊> | おさるのジョージ ダンプカーにのる               | 2000年10月20日 |
| おさるのジョージ 第3集 <全4冊> | おさるのジョージ キャンプにいく                 | 2000年10月20日 |
| おさるのジョージ 第3集 <全4冊> | おさるのジョージ うみへいく                     | 2000年10月20日 |
| おさるのジョージ 第4集 <全4冊> | おさるのジョージ とっきゅうにのる               | 2003年10月8日  |
| おさるのジョージ 第4集 <全4冊> | おさるのジョージ まいごになる                   | 2003年10月8日  |
| おさるのジョージ 第4集 <全4冊> | おさるのジョージ ハロウィーン・パーティーにいく | 2003年10月8日  |
| おさるのジョージ 第4集 <全4冊> | おさるのジョージ おもちゃやさんへいく           | 2003年10月8日  |
| おさるのジョージ 第5集 <全4冊> | おさるのジョージ びっくりたんじょうび           | 2006年4月14日  |
| おさるのジョージ 第5集 <全4冊> | おさるのジョージ としょかんへいく               | 2003年10月8日  |
| おさるのジョージ 第5集 <全4冊> | おさるのジョージ しょうぼうしゃにのる           | 2003年10月8日  |
| おさるのジョージ 第5集 <全4冊> | おさるのジョージ がっこうへいく                 | 2003年10月8日  |
|                                | メリークリスマス おさるのジョージ               | 2007年11月14日 |
| おさるのジョージ 第6集 <全4冊> | おさるのジョージ すいぞくかんへいく             | 2009年7月9日   |
| おさるのジョージ 第6集 <全4冊> | おさるのジョージ やきゅうじょうへいく           | 2009年7月9日   |
| おさるのジョージ 第6集 <全4冊> | おさるのジョージ アイスクリームだいすき         | 2009年7月9日   |
| おさるのジョージ 第6集 <全4冊> | おさるのジョージ きょうりゅうはっけん           | 2009年7月9日   |
| おさるのジョージ 第7集 <全4冊> | おさるのジョージ ピザをつくる                   | 2014年10月10日 |
| おさるのジョージ 第7集 <全4冊> | おさるのジョージ ねむれないよる                 | 2014年10月10日 |
| おさるのジョージ 第7集 <全4冊> | おさるのジョージ どうぶつだいすき               | 2014年10月10日 |
| おさるのジョージ 第7集 <全4冊> | おさるのジョージ はいしゃさんへいく             | 2014年10月10日 |

## 映像化

### ポニーキャニオン
人形アニメ
| 発売日        | 販売形態 | タイトル       | 収録話                         | 商品コード |
| ------------- | -------- | -------------- | ------------------------------ | ---------- |
| 1994年2月18日 | VHS      | ひとまねこざる | ひとまねこざるときいろいぼうし | PCVB-11380 |
| 1994年2月18日 | VHS      | ひとまねこざる | ひとまねこざるびょういんへいく | PCVB-11380 |

### ヤマハミュージックメディア「世界絵本箱」シリーズ
| 発売日         | 販売形態 | タイトル                       | 収録話                                  | 商品コード |
| -------------- | -------- | ------------------------------ | --------------------------------------- | ---------- |
| 1999年11月11日 | VHS      | じてんしゃにのるひとまねこざる | 【第1話】歯いしゃのチューせんせい       | GRV385590  |
| 1999年11月11日 | VHS      | じてんしゃにのるひとまねこざる | 【第2話】すてきなウェディング           | GRV385590  |
| 1999年11月11日 | VHS      | じてんしゃにのるひとまねこざる | 【第3話】じてんしゃにのるひとまねこざる | GRV385590  |
| 1999年11月11日 | VHS      | じてんしゃにのるひとまねこざる | 【第4話】あつがりカバ                   | GRV385590  |
| 2010年1月27日  | DVD      | じてんしゃにのるひとまねこざる | 【第1話】じてんしゃにのるひとまねこざる | GRD383070  |
| 2010年1月27日  | DVD      | じてんしゃにのるひとまねこざる | 【第2話】うるさいノラ                   | GRD383070  |
| 2010年1月27日  | DVD      | じてんしゃにのるひとまねこざる | 【第3話】歯いしゃのチューせんせい       | GRD383070  |